# Quevedos
Quevedos é um município brasileiro do estado do Rio Grande do Sul.

## Geografia
Localiza-se a uma latitude 29º21'09" sul e a uma longitude 54º04'18" oeste, estando a uma altitude de 410 metros. Possui uma área de 543,359 km² e sua população estimada em 2018 foi de 2.786 habitantes. É distante 381 km de Porto Alegre.